# Melanie Batkowski
Melanie Batkowski (* 11. Februar 1989 in Innsbruck) ist eine österreichische Naturbahnrodlerin und seit 2004 Mitglied des österreichischen Naturbahnrodelteams. Ihre größten sportlichen Erfolge sind bisher zwei Weltmeister- und ein Europameistertitel im Mannschaftswettbewerb und je zwei Juniorenwelt- und Europameistertitel im Einsitzer. Zudem gewann sie zwei Weltcuprennen und erreichte fünfmal den dritten Platz im Gesamtweltcup. Ihre älteren Brüder Robert und Florian sind ebenfalls Naturbahnrodler.

## Karriere
Batkowski begann im Winter 1998/1999 mit dem Naturbahnrodelsport, nachdem ihre Brüder schon längere Zeit aktiv waren. Nach ersten Siegen bei den Österreichischen Jugendmeisterschaften und den FIL-Jugendspielen startete sie im Jänner 2004 erstmals im Weltcup. Von 2004 bis 2008 gewann Batkowski fünfmal in Folge die Österreichische Juniorenmeisterschaft und auch international zählte sie bei den Junioren mit je zwei Welt- und Europameistertiteln sowie einer Silbermedaille im Einsitzer, die sie von 2005 bis 2009 gewann, zu den stärksten Rodlerinnen.
In der Allgemeinen Klasse holte Batkowski bei der Weltmeisterschaft 2005 in Latsch ihren ersten Titel, als sie zusammen mit ihrem Bruder Robert und dem Doppelsitzerpaar Reinhard Beer und Herbert Kögl die Goldmedaille im Mannschaftswettbewerb gewann. Im Einsitzer verfehlte sie als Vierte nur knapp eine zweite Medaille. Ebenfalls Vierte im Einsitzer wurde sie bei der Europameisterschaft 2006 in Umhausen. In der Saison 2005/2006 erzielte Batkowski ihre ersten drei Podestplätze im Weltcup und erreichte damit den dritten Platz im Gesamtweltcup. Ebenfalls drei Podestplätze gelangen ihr im Winter 2006/2007, aber im Gesamtweltcup fiel sie auf Platz vier zurück. Bei der Weltmeisterschaft 2007 in Grande Prairie gewann sie zum zweiten Mal die Goldmedaille mit der Mannschaft und auch im Einsitzer gelang ihr diesmal mit Platz drei der Sprung auf das Podest. Im selben Jahr wurde sie erstmals Österreichische Staatsmeisterin im Einsitzer. Diesen Titel konnte sie bisher viermal in Folge verteidigen.
In der Weltcupsaison 2007/2008 erreichte Batkowski mit vier Podestplätzen wieder den dritten Gesamtrang, bei der Europameisterschaft in Olang blieb sie aber als Vierte erneut knapp hinter den Medaillenrängen. Auch bei der Weltmeisterschaft 2009 in Moos in Passeier verfehlte sie mit Platz fünf im Einsitzer einen Podestplatz, gewann aber im Mannschaftsbewerb die Silbermedaille. Am Ende der Saison 2008/2009 gewann Batkowski in Nowouralsk bei Jekaterinburg ihr erstes Weltcuprennen, nachdem sie zuvor schon in vier von fünf Saisonrennen unter die besten drei gefahren war. Damit erreichte sie zum dritten Mal in ihrer Karriere den dritten Platz im Gesamtweltcup. Ihren zweiten Weltcupsieg feierte sie am 19. Dezember 2009 ebenfalls in Nowouralsk. Mit weiteren drei Podestplätzen wurde sie auch in der Saison 2009/2010 Dritte im Gesamtweltcup. Bei der Europameisterschaft 2010 in St. Sebastian gewann sie zusammen mit Thomas Kammerlander, Christian Schopf und Andreas Schopf den erstmals bei einer EM ausgetragenen Mannschaftswettbewerb, im Einsitzer verfehlte sie aber als Vierte wieder nur knapp eine Medaille.
In der Saison 2010/2011 erzielte Batkowski drei zweite und zwei dritte Plätze sowie einen fünften Rang, womit sie zum vierten Mal in Folge hinter Jekaterina Lawrentjewa und Renate Gietl Dritte im Gesamtweltcup wurde. Beim Saisonhöhepunkt, der Weltmeisterschaft 2011 in Umhausen, verfehlte sie als Vierte im Einsitzer wie schon so oft nur knapp die Medaillenränge. Im Mannschaftswettbewerb wurde sie zusammen mit Gerald Kammerlander, Christian Schatz und Gerhard Mühlbacher Zweite. Zu Beginn der Saison 2011/2012 konnte Batkowski an den ersten beiden Weltcuprennen krankheitsbedingt nicht teilnehmen. Danach erreichte sie mit drei Podestplätzen in den letzten vier Rennen noch den vierten Platz im Gesamtweltcup. Bei der Europameisterschaft 2012 in Nowouralsk gewann sie als Zweite hinter Jekaterina Lawrentjewa ihre erste EM-Medaille im Einsitzer und zudem mit Michael Scheikl, Christian Schopf und Andreas Schopf die Bronzemedaille im Mannschaftswettbewerb.

## Erfolge

### Weltmeisterschaften
- Latsch 2005: 4. Einsitzer, 1. Mannschaft
- Grande Prairie 2007: 3. Einsitzer, 1. Mannschaft
- Moos in Passeier 2009: 5. Einsitzer, 2. Mannschaft
- Umhausen 2011: 4. Einsitzer, 2. Mannschaft

### Europameisterschaften
- Hüttau 2004: 14. Einsitzer
- Umhausen 2006: 4. Einsitzer
- Olang 2008: 4. Einsitzer
- St. Sebastian 2010: 4. Einsitzer, 1. Mannschaft
- Nowouralsk 2012: 2. Einsitzer, 3. Mannschaft

### Juniorenweltmeisterschaften
- Kindberg 2004: 8. Einsitzer
- Garmisch-Partenkirchen 2006: 1. Einsitzer
- Latsch 2008: 1. Einsitzer

### Junioreneuropameisterschaften
- Kandalakscha 2005: 1. Einsitzer
- St. Sebastian 2007: 1. Einsitzer
- Longiarü 2009: 2. Einsitzer

### Weltcup
- 5× 3. Gesamtrang im Einsitzer in den Saisonen 2005/2006, 2007/2008, 2008/2009, 2009/2010 und 2010/2011
- 27 Podestplätze, davon 2 Siege:

| Datum             | Ort        | Land     | Disziplin |
| ----------------- | ---------- | -------- | --------- |
| 26. Februar 2009  | Nowouralsk | Russland | Einsitzer |
| 19. Dezember 2009 | Nowouralsk | Russland | Einsitzer |

### Österreichische Meisterschaften
- Fünffache Österreichische Staatsmeisterin im Einsitzer (2007 bis 2011)

## Auszeichnungen
- Goldenes Ehrenzeichen für Verdienste um die Republik Österreich 2005